# Denmark Open 2005
Die Denmark Open 2005 waren eines der Top-10-Turniere des Jahres im Badminton in Europa. Sie fanden in Aarhus vom 18. bis zum 23. Oktober 2005 statt.

## Austragungsort
- Aarhus Atletion, The Arena

## Sieger und Platzierte
| Disziplin    | Gold                                | Silber                      | Bronze                          |
| ------------ | ----------------------------------- | --------------------------- | ------------------------------- |
| Herreneinzel | Lee Chong Wei                       | Muhammad Hafiz Hashim       | Wong Choong Hann                |
| Herreneinzel | Lee Chong Wei                       | Muhammad Hafiz Hashim       | Niels Christian Kaldau          |
| Dameneinzel  | Pi Hongyan                          | Xu Huaiwen                  | Yao Jie                         |
| Dameneinzel  | Pi Hongyan                          | Xu Huaiwen                  | Mia Audina                      |
| Herrendoppel | Chan Chong Ming Koo Kien Keat       | Lars Paaske Jonas Rasmussen | Shintaro Ikeda Shuichi Sakamoto |
| Herrendoppel | Chan Chong Ming Koo Kien Keat       | Lars Paaske Jonas Rasmussen | Mathias Boe Carsten Mogensen    |
| Damendoppel  | Kumiko Ogura Reiko Shiota           | Gail Emms Donna Kellogg     | Aki Akao Tomomi Matsuda         |
| Damendoppel  | Kumiko Ogura Reiko Shiota           | Gail Emms Donna Kellogg     | Zhang Dan Zhang Yawen           |
| Mixed        | Thomas Laybourn Kamilla Rytter Juhl | Lars Paaske Helle Nielsen   | Koo Kien Keat Wong Pei Tty      |
| Mixed        | Thomas Laybourn Kamilla Rytter Juhl | Lars Paaske Helle Nielsen   | Nathan Robertson Gail Emms      |

## Resultate

### Herreneinzel
|  | Viertelfinale | Viertelfinale          | Viertelfinale         | Viertelfinale | Viertelfinale |                        |    | Halbfinale            | Halbfinale | Halbfinale | Halbfinale | Halbfinale |  |  | Finale | Finale | Finale | Finale | Finale |
|  |               |                        |                       |               |               |                        |    |                       |            |            |            |            |  |  |        |        |        |        |        |
|  |               | Eric Pang              | 6                     | 15            | 5             |                        |    |                       |            |            |            |            |  |  |        |        |        |        |        |
|  |               | Niels Christian Kaldau | 15                    | 11            | 15            |                        |    |                       |            |            |            |            |  |  |        |        |        |        |        |
|  |               | Niels Christian Kaldau | 15                    | 11            | 15            | Niels Christian Kaldau | 5  | 2                     |            |            |            |            |  |  |        |        |        |        |        |
|  |               |                        |                       |               |               | Niels Christian Kaldau | 5  | 2                     |            |            |            |            |  |  |        |        |        |        |        |
|  |               |                        | Muhammad Hafiz Hashim | 15            | 15            |                        |    |                       |            |            |            |            |  |  |        |        |        |        |        |
|  |               | Muhammad Hafiz Hashim  | Muhammad Hafiz Hashim | 15            | 15            | 11                     | 15 | 15                    |            |            |            |            |  |  |        |        |        |        |        |
|  |               |                        |                       |               |               | 11                     | 15 | 15                    |            |            |            |            |  |  |        |        |        |        |        |
|  |               | Chetan Anand           | 15                    | 10            | 9             |                        |    |                       |            |            |            |            |  |  |        |        |        |        |        |
|  |               |                        |                       |               |               |                        |    | Muhammad Hafiz Hashim | 14         | 8          |            |            |  |  |        |        |        |        |        |
|  |               |                        | Lee Chong Wei         | 17            | 15            |                        |    |                       |            |            |            |            |  |  |        |        |        |        |        |
|  |               | Wong Choong Hann       | 15                    | 3             | 15            |                        |    |                       |            |            |            |            |  |  |        |        |        |        |        |
|  |               | Chen Jin               | 13                    | 15            | 13            |                        |    |                       |            |            |            |            |  |  |        |        |        |        |        |
|  |               | Chen Jin               | 13                    | 15            | 13            | Wong Choong Hann       | 14 | 4                     |            |            |            |            |  |  |        |        |        |        |        |
|  |               |                        |                       |               |               | Wong Choong Hann       | 14 | 4                     |            |            |            |            |  |  |        |        |        |        |        |
|  |               |                        | Lee Chong Wei         | 17            | 15            |                        |    |                       |            |            |            |            |  |  |        |        |        |        |        |
|  |               | Dicky Palyama          | Lee Chong Wei         | 17            | 15            | 12                     | 0  |                       |            |            |            |            |  |  |        |        |        |        |        |
|  |               |                        |                       |               |               | 12                     | 0  |                       |            |            |            |            |  |  |        |        |        |        |        |
|  |               | Lee Chong Wei          | 15                    | 15            |               |                        |    |                       |            |            |            |            |  |  |        |        |        |        |        |

### Weitere Finalergebnisse
| Disziplin    | Sieger                              | Finalist                    | Ergebnis         |
| ------------ | ----------------------------------- | --------------------------- | ---------------- |
| Dameneinzel  | Pi Hongyan                          | Xu Huaiwen                  | 7–11, 11–4, 11–5 |
| Herrendoppel | Chan Chong Ming Koo Kien Keat       | Lars Paaske Jonas Rasmussen | 15–6, 15–7       |
| Damendoppel  | Kumiko Ogura Reiko Shiota           | Gail Emms Donna Kellogg     | 15–6, 15–9       |
| Mixed        | Thomas Laybourn Kamilla Rytter Juhl | Lars Paaske Helle Nielsen   | 15–8, 15–9       |

## Ergebnisse

### Herreneinzel Qualifikation
- Tom Lauridsen –  Jon Lindholm: 15-4 / 15-6
- Jacob Damgaard –  Alexander Sim: 15-3 / 15-3
- Jonas Lyduch –  Sebastian Schöttler: 15-8 / 15-3
- Jan Ø. Jørgensen –  Casper Lund: 15-7 / 15-2
- Vladimir Malkov –  Marco Fux: 15-10 / 15-11
- Koen Ridder –  Christopher Bruun Jensen: 17-14 / 10-15 / 15-10
- Kristian Nielsen –  Steinar Klausen: 15-12 / 12-15 / 17-15
- Magnus Sahlberg –  Jeppe Dalsgaard: 15-6 / 15-10
- Roman Spitko –  Kristian Karttunen: 15-13 / 15-13
- Mikkel Delbo Larsen –  Kasper Sorensen: 15-9 / 15-8
- Hans-Kristian Vittinghus –  Morten Kronborg: 11-15 / 15-1 / 15-12
- Rune Ulsing –  Anders Malmgren: 15-13 / 15-6
- Jacob Damgaard –  Tom Lauridsen: 17-14 / 15-0
- Jan Ø. Jørgensen –  Jonas Lyduch: 15-12 / 15-6
- Vladimir Malkov –  Koen Ridder: 10-15 / 15-7 / 15-5
- Magnus Sahlberg –  Kristian Nielsen: 15-7 / 15-12
- Roman Spitko –  Mikkel Delbo Larsen: 17-14 / 15-6
- Rune Ulsing –  Hans-Kristian Vittinghus: 15-3 / 15-10

### Herreneinzel
- Kenneth Jonassen –  Jürgen Koch: 15-3 / 15-2
- Anup Sridhar –  Geoffrey Bellingham: 10-15 / 15-6 / 15-12
- Eric Pang –  Christian Lind Thomsen: 12-0
- Joachim Fischer Nielsen –  Erick Anguiano: 15-5 / 15-3
- Niels Christian Kaldau –  Shinya Ohtsuka: 15-7 / 15-11
- Yong Yudianto –  Nicholas Kidd: 15-8 / 15-8
- Chen Yu  –  Stephan Wojcikiewicz: 15-1 / 15-4
- Ville Lång –  Jan Fröhlich: 15-6 / 15-12
- Muhammad Hafiz Hashim –  Sune Gavnholt: 15-5 / 12-15 / 15-7
- Sho Sasaki –  Robert Kwee: 15-8 / 15-8
- Björn Joppien –  Kristian Midtgaard: 15-5 / 15-7
- Roman Spitko –  Nathan Rice: 15-8 / 15-3
- Shoji Sato –  Kasper Ødum: 15-12 / 15-6
- Anders Malthe Nielsen –  Vladimir Malkov: 15-3 / 15-9
- Chetan Anand –  Hugi Heimersson: 15-5 / 15-3
- Magnus Sahlberg –  Salim Sameon: 17-14 / 15-8
- Arvind Bhat –  Michael Christensen: 15-9 / 9-15 / 15-6
- Anders Boesen –  John Gordon: 15-5 / 15-2
- Andrew Smith –  Peter Zauner: 17-14 / 15-4
- Wong Choong Hann –  Bo Rafn: 15-8 / 15-8
- Arif Rasidi –  Jens-Kristian Leth: 13-15 / 15-13 / 15-11
- Chen Jin –  Martin Bille Larsen: 15-3 / 15-8
- Pedro Yang –  Kasper Ipsen: 15-12 / 5-15 / 15-4
- Peter Gade –  Rune Ulsing: 15-5 / 15-3
- Yousuke Nakanishi –  Leon Aabenhuus: 15-13 / 15-2
- Kaveh Mehrabi –  Bobby Milroy: 5-15 / 15-10 / 15-9
- Jan Ø. Jørgensen –  Peter Mikkelsen: 9-15 / 15-11 / 15-9
- Dicky Palyama –  Jacob Damgaard: 15-5 / 15-5
- George Rimarcdi –  Pei Wee Chung: 15-4 / 15-6
- Marc Zwiebler –  Michal Matejka: 15-6 / 15-9
- Joachim Persson –  Jan Vondra: 15-12 / 15-11
- Lee Chong Wei –  Scott Evans: 15-2 / 15-2
- Kenneth Jonassen –  Anup Sridhar: 15-2 / 15-6
- Eric Pang –  Joachim Fischer Nielsen: 17-15 / 15-14
- Niels Christian Kaldau –  Yong Yudianto: 15-11 / 15-5
- Chen Yu  –  Ville Lång: 15-2 / 15-1
- Muhammad Hafiz Hashim –  Sho Sasaki: 11-15 / 15-10 / 15-9
- Roman Spitko –  Björn Joppien: 15-11 / 8-15 / 15-8
- Shoji Sato –  Anders Malthe Nielsen: 17-15 / 15-8
- Chetan Anand –  Magnus Sahlberg: 15-10 / 15-3
- Arvind Bhat –  Anders Boesen: 15-17 / 15-10 / 15-5
- Wong Choong Hann –  Andrew Smith: 15-4 / 15-2
- Chen Jin –  Arif Rasidi: 15-4 / 15-2
- Peter Gade –  Pedro Yang: 15-3 / 15-6
- Yousuke Nakanishi –  Kaveh Mehrabi: 15-3 / 15-6
- Dicky Palyama –  Jan Ø. Jørgensen: 15-7 / 15-11
- George Rimarcdi –  Marc Zwiebler: 15-7 / 4-15 / 15-11
- Lee Chong Wei –  Joachim Persson: 15-13 / 15-9
- Eric Pang –  Kenneth Jonassen: 15-13 / 15-9
- Niels Christian Kaldau –  Chen Yu: 15-9 / 15-11
- Muhammad Hafiz Hashim –  Roman Spitko: 15-4 / 15-8
- Chetan Anand –  Shoji Sato: 12-15 / 15-10 / 15-5
- Wong Choong Hann –  Arvind Bhat: 15-10 / 15-3
- Chen Jin –  Peter Gade: 15-11 / 8-15 / 15-3
- Dicky Palyama –  Yousuke Nakanishi: 17-14 / 15-3
- Lee Chong Wei –  George Rimarcdi: 15-7 / 15-5
- Niels Christian Kaldau –  Eric Pang: 15-6 / 11-15 / 15-5
- Muhammad Hafiz Hashim –  Chetan Anand: 11-15 / 15-10 / 15-9
- Wong Choong Hann –  Chen Jin: 15-13 / 3-15 / 15-13
- Lee Chong Wei –  Dicky Palyama: 15-12 / 15-0
- Muhammad Hafiz Hashim –  Niels Christian Kaldau: 15-5 / 15-2
- Lee Chong Wei –  Wong Choong Hann: 17-14 / 15-4
- Lee Chong Wei –  Muhammad Hafiz Hashim: 17-14 / 15-8

### Dameneinzel Qualifikation
- Christina Andersen –  Astrid Hoffmann: 11-7 / 11-8
- Amalie Fangel –  Evgeniya Dimova: 11-6 / 11-4
- Ekaterina Ananina –  Katrín Atladóttir: 11-4 / 11-5
- Guo Xin –  Louise Thastrup: 11-4 / 11-3
- Cai Jiani –  Lina Uhac: 11-5 / 11-1
- Atu Rosalina –  Kvetoslava Orlovská: 11-3 / 11-0
- Trine Niemeier –  Janet Köhler: 7-11 / 11-4 / 11-8
- Sophia Hansson –  Tinna Helgadóttir: 4-11 / 11-6 / 11-2
- Amalie Fangel –  Christina Andersen: 11-0 / 11-6
- Guo Xin –  Ekaterina Ananina: 11-2 / 11-0
- Cai Jiani –  Atu Rosalina: 11-4 / 11-7
- Trine Niemeier –  Sophia Hansson: 11-6 / 7-11 / 11-9

### Dameneinzel
- Anu Nieminen –  Amalie Fangel: 11-7 / 11-4
- Julia Mann –  Jwala Gutta: 11-4 / 11-3
- Jeanine Cicognini –  Kati Tolmoff: 9-11 / 11-9 / 11-7
- Elizabeth Cann –  Karin Schnaase: 11-7 / 11-0
- Kamila Augustyn –  Camilla Sørensen: 11-4 / 4-11 / 11-6
- Cai Jiani –  Rebecca Bellingham: 11-1 / 11-6
- Susan Egelstaff –  Valérie St. Jacques: 11-2 / 11-6
- Juliane Schenk –  Petya Nedelcheva: 10-11 / 11-4 / 11-0
- Mette Pedersen –  Carola Bott: 11-6 / 6-11 / 11-5
- Anna Rice –  Sara Persson: 11-5 / 11-6
- Anne Marie Pedersen –  Nina Weckström: 11-6 / 11-5
- Wang Lin –  Nanna Brosolat Jensen: 11-4 / 11-1
- Wong Mew Choo –  Solenn Pasturel: 11-4 / 11-4
- Ragna Ingólfsdóttir –  Trine Niemeier: 11-1 / 11-3
- Yoshimi Hataya –  Guo Xin: 11-6 / 11-6
- Judith Meulendijks –  Rachel Hindley: 11-8 / 11-8
- Pi Hongyan –  Mie Schjøtt-Kristensen: 11-6 / 11-2
- Julia Mann –  Anu Nieminen: 11-8 / 11-4
- Kanako Yonekura –  Lu Lan: 11-7 / 11-6
- Elizabeth Cann –  Jeanine Cicognini: 11-6 / 11-7
- Simone Prutsch –  Elin Bergblom: 11-4 / 11-1
- Cai Jiani –  Kamila Augustyn: 11-5 / 11-2
- Mia Audina –  Jill Pittard: 11-1 / 11-5
- Juliane Schenk –  Susan Egelstaff: 11-0 / 3-11 / 11-2
- Anna Rice –  Mette Pedersen: 11-6 / 11-7
- Kaori Mori –  Tine Høy: 11-4 / 11-3
- Wang Lin –  Anne Marie Pedersen: 11-7 / 11-3
- Xu Huaiwen –  Nicole Grether: 11-5 / 11-2
- Wong Mew Choo –  Ragna Ingólfsdóttir: 11-7 / 11-4
- Tracey Hallam –  Eva Sládeková: 11-0 / 11-4
- Yoshimi Hataya –  Judith Meulendijks: 12-13 / 11-6 / 11-1
- Yao Jie –  Petra Overzier: 11-3 / 11-4
- Pi Hongyan –  Julia Mann: 11-7 / 11-1
- Kanako Yonekura –  Elizabeth Cann: 11-6 / 11-1
- Cai Jiani –  Simone Prutsch: 11-3 / 11-0
- Mia Audina –  Juliane Schenk: 11-7 / 11-2
- Kaori Mori –  Anna Rice: 11-7 / 11-0
- Xu Huaiwen –  Wang Lin: 11-8 / 11-4
- Wong Mew Choo –  Tracey Hallam: 11-7 / 5-11 / 11-5
- Yao Jie –  Yoshimi Hataya: 13-12 / 11-0
- Pi Hongyan –  Kanako Yonekura: 11-5 / 11-8
- Mia Audina –  Cai Jiani: 11-6 / 2-11 / 11-9
- Xu Huaiwen –  Kaori Mori: 11-8 / 11-6
- Yao Jie –  Wong Mew Choo: 11-5 / 8-11 / 11-5
- Pi Hongyan –  Mia Audina: 13-11 / 11-6
- Xu Huaiwen –  Yao Jie: 11-4 / 11-0
- Pi Hongyan –  Xu Huaiwen: 7-11 / 11-4 / 11-5

### Herrendoppel
- Shintaro Ikeda /  Shuichi Sakamoto –  Imanuel Hirschfeld /  George Rimarcdi: 15-12 / 17-16
- Ian Palethorpe /  Kristian Roebuck –  Johannes Schöttler /  Tim Dettmann: 11-15 / 15-10 / 15-6
- Keita Masuda /  Tadashi Ohtsuka –  Jürgen Wouters /  Ruud Bosch: 15-3 / 15-2
- Roman Spitko /  Michael Fuchs –  Scott Evans /  Brian Smyth: 15-0 / 15-10
- Jens Eriksen /  Martin Lundgaard Hansen –  Søren Frandsen /  Rasmus Andersen: 15-4 / 15-4
- Anthony Clark /  Robert Blair –  Jacob Chemnitz /  Jesper Thomsen: 15-8 / 15-7
- Thomas Laybourn /  Peter Steffensen –  Jan Fröhlich /  Jan Vondra: w.o.
- Shintaro Ikeda /  Shuichi Sakamoto –  Ivan Khlestov /  Vladimir Malkov: 15-2 / 15-1
- Chan Chong Ming /  Koo Kien Keat –  Jan Sören Schulz /  Patrick Neubacher: 15-4 / 15-0
- Eric Pang /  Koen Ridder –  Peter Mørk /  Christian Dalsgaard: 15-12 / 15-9
- John Gordon /  Daniel Shirley –  Kristof Hopp /  Ingo Kindervater: 15-9 / 15-1
- Ian Palethorpe /  Kristian Roebuck –  Sang Yang /  Xu Chen: w.o.
- Keita Masuda /  Tadashi Ohtsuka –  Rasmus Bonde /  Kasper Faust Henriksen: 15-4 / 15-2
- Lin Woon Fui /  Fairuzizuan Tazari –  Anders Kristiansen /  Simon Mollyhus: 17-14 / 14-17 / 15-5
- Choong Tan Fook /  Lee Wan Wah –  Simon Archer /  David Lindley: 15-10 / 15-3
- Mathias Boe /  Carsten Mogensen –  Thomas Røjkjær Jensen /  Tommy Sørensen: 15-10 / 15-8
- Naoki Kawamae /  Shuichi Nakao –  Roman Spitko /  Michael Fuchs: 15-5 / 15-10
- Michał Łogosz /  Robert Mateusiak –  Sergey Lunev /  Alexej Vasiljev: 15-6 / 15-9
- Jürgen Koch /  Peter Zauner-  Sebastian Schöttler /  Tim Zander: 15-6 / 15-8
- Lars Paaske /  Jonas Rasmussen –  Christopher Bruun Jensen /  Morten Kronborg: 15-5 / 15-5
- Jens Eriksen /  Martin Lundgaard Hansen –  Anthony Clark /  Robert Blair: 15-7 / 10-15 / 15-8
- Shintaro Ikeda /  Shuichi Sakamoto –  Thomas Laybourn /  Peter Steffensen: 15-10 / 15-4
- Chan Chong Ming /  Koo Kien Keat –  Eric Pang /  Koen Ridder: 15-3 / 15-4
- John Gordon /  Daniel Shirley –  Ian Palethorpe /  Kristian Roebuck: 15-12 / 15-12
- Lin Woon Fui /  Fairuzizuan Tazari –  Keita Masuda /  Tadashi Ohtsuka: 17-16 / 15-6
- Mathias Boe /  Carsten Mogensen –  Choong Tan Fook /  Lee Wan Wah: 16-17 / 15-8 / 15-10
- Michał Łogosz /  Robert Mateusiak –  Naoki Kawamae /  Shuichi Nakao: 15-5 / 15-2
- Lars Paaske /  Jonas Rasmussen –  Jürgen Koch /  Peter Zauner: 15-10 / 15-3
- Shintaro Ikeda /  Shuichi Sakamoto –  Jens Eriksen /  Martin Lundgaard Hansen: 15-9 / 4-15 / 15-8
- Chan Chong Ming /  Koo Kien Keat –  John Gordon /  Daniel Shirley: 15-3 / 15-12
- Mathias Boe /  Carsten Mogensen –  Lin Woon Fui /  Fairuzizuan Tazari: 11-15 / 15-7 / 15-6
- Lars Paaske /  Jonas Rasmussen –  Michał Łogosz /  Robert Mateusiak: 15-6 / 15-11
- Chan Chong Ming /  Koo Kien Keat –  Shintaro Ikeda /  Shuichi Sakamoto: 15-7 / 15-2
- Lars Paaske /  Jonas Rasmussen –  Mathias Boe /  Carsten Mogensen: 17-15 / 1-15 / 15-7
- Chan Chong Ming /  Koo Kien Keat –  Lars Paaske /  Jonas Rasmussen: 15-6 / 15-7

### Damendoppel Qualifikation
- Zhang Dan /  Zhang Yawen –  Dai Xiaoyan /  Lene Mørk: 15-4 / 15-5
- Evgeniya Dimova /  Anna Efremova –  Judith Meulendijks /  Paulien van Dooremalen: 15-9 / 15-11
- Pernille Harder /  Helle Nielsen –  Sara Persson /  Lina Uhac: 15-3 / 15-2
- Lena Frier Kristiansen /  Alboze Ahmad –  Astrid Hoffmann /  Janet Köhler: 15-3 / 15-7
- Kumiko Ogura /  Reiko Shiota –  Christinna Pedersen /  Line Reimers: w.o.
- Sandra Marinello /  Kathrin Piotrowski –  Rebecca Bellingham /  Rachel Hindley: 15-5 / 15-9
- Tracey Hallam /  Natalie Munt –  Birgit Overzier /  Michaela Peiffer: 15-13 / 15-12
- Cai Jiani /  Qian Hong –  Nina Weckström /  Anu Nieminen: 15-3 / 15-2
- Britta Andersen /  Mette Schjoldager –  Liza Parker /  Jenny Wallwork: 15-6 / 15-10
- Ella Tripp /  Joanne Nicholas –  Kamila Augustyn /  Nadieżda Zięba: 15-7 / 15-2
- Ekaterina Ananina /  Anastasia Russkikh –  Ragna Ingólfsdóttir /  Katrín Atladóttir: 15-5 / 15-2
- Gail Emms /  Donna Kellogg –  Gitte Köhler /  Annekatrin Lillie: 15-9 / 15-10
- Aki Akao /  Tomomi Matsuda –  Carola Bott /  Karin Schnaase: 15-6 / 15-9
- Wang Lin /  Yu Yang –  Marta Byttner /  Agnieszka Czerwinska: 15-0 / 15-1
- Nicole Grether /  Juliane Schenk –  Julie Houmann /  Marie Røpke: 15-3 / 5-15 / 15-5
- Chin Eei Hui /  Wong Pei Tty –  Jeanine Cicognini /  Linda Zechiri: w.o.
- Zhang Dan /  Zhang Yawen –  Evgeniya Dimova /  Anna Efremova: 15-0 / 15-2
- Pernille Harder /  Helle Nielsen –  Lena Frier Kristiansen /  Alboze Ahmad: 10-15 / 15-9 / 15-5
- Kumiko Ogura /  Reiko Shiota –  Sandra Marinello /  Kathrin Piotrowski: 15-13 / 15-3
- Cai Jiani /  Qian Hong –  Tracey Hallam /  Natalie Munt: 15-7 / 15-9
- Ella Tripp /  Joanne Nicholas –  Britta Andersen /  Mette Schjoldager: 15-13 / 17-16
- Gail Emms /  Donna Kellogg –  Ekaterina Ananina /  Anastasia Russkikh: 17-16 / 15-4
- Aki Akao /  Tomomi Matsuda –  Wang Lin /  Yu Yang: 15-8 / 15-8
- Chin Eei Hui /  Wong Pei Tty –  Nicole Grether /  Juliane Schenk: 15-5 / 7-15 / 15-8
- Zhang Dan /  Zhang Yawen –  Pernille Harder /  Helle Nielsen: w.o.
- Kumiko Ogura /  Reiko Shiota –  Cai Jiani /  Qian Hong: 15-10 / 15-5
- Gail Emms /  Donna Kellogg –  Ella Tripp /  Joanne Nicholas: 15-5 / 15-6
- Aki Akao /  Tomomi Matsuda –  Chin Eei Hui /  Wong Pei Tty: 15-7 / 13-15 / 15-8
- Kumiko Ogura /  Reiko Shiota –  Zhang Dan /  Zhang Yawen: 15-12 / 15-9
- Gail Emms /  Donna Kellogg –  Aki Akao /  Tomomi Matsuda: 15-7 / 15-13
- Kumiko Ogura /  Reiko Shiota –  Gail Emms /  Donna Kellogg: 15-6 / 15-9

### Mixed Qualifikation
- Alexej Vasiljev /  Anna Efremova –  Tim Zander /  Karin Schnaase: 15-13 / 15-13
- Rasmus Bonde /  Christinna Pedersen –  Jacob Chemnitz /  Julie Houmann: 11-15 / 15-13 / 15-10
- Rasmus Bonde /  Christinna Pedersen –  Alexej Vasiljev /  Anna Efremova: 15-3 / 12-15 / 15-8

### Mixed
- Nathan Robertson /  Gail Emms –  Naoki Kawamae /  Aki Akao: 15-2 / 15-3
- Kristian Roebuck /  Jenny Wallwork –  Johannes Schöttler /  Gitte Köhler: 15-9 / 15-10
- Anthony Clark /  Donna Kellogg –  Michal Matejka /  Eva Sládeková: 15-3 / 15-7
- Jürgen Wouters /  Paulien van Dooremalen –  Jan Sören Schulz /  Michaela Peiffer: 15-7 / 8-15 / 15-4
- Thomas Laybourn /  Kamilla Rytter Juhl –  David Lindley /  Joanne Nicholas: 15-8 / 15-10
- Kristof Hopp /  Birgit Overzier –  Michael Jensen /  Karina Sørensen: 15-3 / 15-11
- Carsten Mogensen /  Lena Frier Kristiansen –  Jesper Thomsen /  Elin Bergblom: 15-4 / 15-7
- Rasmus Andersen /  Anastasia Russkikh –  Peter Steffensen /  Pernille Harder: 15-11 / 9-15 / 15-13
- Jonas Rasmussen /  Britta Andersen –  Shuichi Nakao /  Tomomi Matsuda: 15-2 / 15-8
- Daniel Shirley /  Sara Runesten-Petersen –  Brian Prevoe /  Valérie St. Jacques: 15-4 / 15-4
- Rasmus Bonde /  Christinna Pedersen –  Tim Dettmann /  Annekatrin Lillie: 15-11 / 15-8
- Koo Kien Keat /  Wong Pei Tty –  Ian Palethorpe /  Liza Parker: 15-1 / 15-11
- Ingo Kindervater /  Kathrin Piotrowski –  Søren Frandsen /  Line Reimers: 15-4 / 15-5
- Lars Paaske /  Helle Nielsen –  Robert Blair /  Natalie Munt: 15-6 / 7-15 / 15-12
- Robert Mateusiak /  Nadieżda Zięba –  Hu Zhilang /  Qian Hong: 15-3 / 15-13
- Jens Eriksen /  Mette Schjoldager –  Michael Fuchs /  Sandra Marinello: 15-1 / 15-6
- Nathan Robertson /  Gail Emms –  Kristian Roebuck /  Jenny Wallwork: 15-2 / 15-2
- Anthony Clark /  Donna Kellogg –  Jürgen Wouters /  Paulien van Dooremalen: 15-4 / 15-4
- Thomas Laybourn /  Kamilla Rytter Juhl –  Kristof Hopp /  Birgit Overzier: 15-7 / 15-4
- Rasmus Andersen /  Anastasia Russkikh –  Carsten Mogensen /  Lena Frier Kristiansen: 15-13 / 5-15 / 15-9
- Daniel Shirley /  Sara Runesten-Petersen –  Jonas Rasmussen /  Britta Andersen: 15-10 / 15-13
- Koo Kien Keat /  Wong Pei Tty –  Rasmus Bonde /  Christinna Pedersen: 15-7 / 15-10
- Lars Paaske /  Helle Nielsen –  Ingo Kindervater /  Kathrin Piotrowski: 15-2 / 15-9
- Jens Eriksen /  Mette Schjoldager –  Robert Mateusiak /  Nadieżda Zięba: 15-9 / 15-2
- Nathan Robertson /  Gail Emms –  Anthony Clark /  Donna Kellogg: 15-10 / 15-1
- Thomas Laybourn /  Kamilla Rytter Juhl –  Rasmus Andersen /  Anastasia Russkikh: 15-9 / 15-8
- Koo Kien Keat /  Wong Pei Tty –  Daniel Shirley /  Sara Runesten-Petersen: 15-13 / 15-10
- Lars Paaske /  Helle Nielsen –  Jens Eriksen /  Mette Schjoldager: 15-4 / 11-15 / 15-5
- Thomas Laybourn /  Kamilla Rytter Juhl –  Nathan Robertson /  Gail Emms: 15-1 / 15-11
- Lars Paaske /  Helle Nielsen –  Koo Kien Keat /  Wong Pei Tty: 15-9 / 15-9
- Thomas Laybourn /  Kamilla Rytter Juhl –  Lars Paaske /  Helle Nielsen: 15-8 / 15-9